# Tom Brooke
Tom Brooke (Londra, 1978) è un attore britannico.

## Biografia
Figlio dell'attore Paul Brooke, ha studiato recitazione alla London Academy of Music and Dramatic Art. Tra i suoi ruoli più noti si ricordano quello di Lothar Frey, figlio di Walder Frey, nella terza stagione della serie televisiva HBO Il Trono di Spade (2013) e quello di Bill Wiggins nella terza stagione della serie BBC Sherlock (2014). Come attore teatrale ha recitato al Royal National Theatre ne La cucina di Arnold Wesker (2011) e nel Re Lear di Shakespeare (2014). A partire dal 2016 interpreta Fiore nella serie americana AMC Preacher.

## Filmografia

### Cinema
- Che pasticcio, Bridget Jones! (Bridget Jones: The Edge of Reason), regia di Beeban Kidron (2004)
- Venus, regia di Roger Michell (2006)
- The Young Victoria, regia di Jean-Marc Vallée (2009)
- I Love Radio Rock (The Boat That Rocked), regia di Richard Curtis (2009)
- Thorne: Scaredycat, regia di Benjamin Ross (2010)
- The Veteran, regia di Matthew Hope (2011)
- Iona, regia di Scott Graham (2015)
- La ragazza del punk innamorato (How to Talk to Girls at Parties), regia di John Cameron Mitchell (2017)
- Empire of Light, regia di Sam Mendes (2022)

### Televisione
- D-Day 6.6.1944 – film TV (2004)
- Murder Prevention – serie TV, 4 episodi (2004)
- Coming Up – serie TV, 1 episodio (2005)
- Thieves Like Us – serie TV, 5 episodi (2007)
- Hustle - I signori della truffa (Hustle) – serie TV, 1 episodio (2009)
- Pulling – serie TV, 1 episodio (2009)
- Foyle's War – serie TV, 1 episodio (2010)
- Rock & Chips – serie TV, 2 episodi (2010-2011)
- The Hollow Crown – miniserie TV, 1 episodio (2012)
- Room at the Top – serie TV, 2 episodi (2012)
- Mrs Biggs – serie TV, 3 episodi (2012)
- Restless – miniserie TV, 2 episodi (2012)
- Lewis – serie TV, 2 episodi (2013)
- Storie in scena (Playhouse Presents) – serie TV, 1 episodio (2013)
- Il Trono di Spade (Game of Thrones) – serie TV, stagione 3, 2 episodi (2013)
- Poirot (Agatha Christie's Poirot) – serie TV, episodio 13x02 (2013)
- Ripper Street – serie TV, 1 episodio (2013)
- Sherlock – serie TV, 1 episodio (2014)
- The Dresser – film TV (2015)
- Cradle to Grave – serie TV, 3 episodi (2015)
- Preacher – serie TV, 10 episodi (2016-2017, 2019)
- Philip K. Dick's Electric Dreams – serie TV, episodio 1x03 (2017)
- The Crown – serie TV, episodio 4x05 (2020)
- Slow Horses – serie TV, 6 episodi (2024)

## Doppiatori italiani
Nelle versioni in italiano delle opere in cui ha recitato, Tom Brooke è stato doppiato da:
- Francesco Bulckaen in Murder Prevention
- Alessandro Quarta in I Love Radio Rock
- Enrico Pallini ne Il Trono di Spade
- Francesco Meoni in Poirot
- Nanni Baldini in Sherlock
- Alessandro Zurla in Preacher
- Gianfranco Miranda in La ragazza del punk innamorato
- Paolo Carenzo in The Crown
- Edoardo Stoppacciaro in Empire of Light